# Komisja ds. Oświadczeń o Stanie Majątkowym
Komisja do spraw Oświadczeń o Stanie Majątkowym – Stała komisja Sejmu II kadencji.

## Skład Komisji
- Ryszard Grodzicki (SLD) – przewodniczący
- Ludwik Turko (UD) – zastępca przewodniczącego
- Sergiusz Karpiński (UP)
- Tadeusz Sławecki (PSL)[2]